# Aeródromo La Escondida
El Aeródromo Antofagasta (OACI: SCLE) es un terminal aéreo ubicado a 9 kilómetros al suroeste de Estación Adolfo Zaldívar, en la Provincia de Antofagasta, Región de Antofagasta, Chile. Es de propiedad de Minera Escondida.